# 行列の相似
線型代数学において、ふたつの n 次正方行列 A, B が相似（そうじ、英: similar）であるとは、n 次正則行列 P で
{\displaystyle B=P^{-1}AP}
となるようなものが存在するときに言う。互いに相似な行列は同じ線型写像を異なる基底に関して表現するもので、さきほどの P はそれらの基底の間の基底変換 (change of basis) を与える行列である。上記のような変換はしばしば、変換行列 P に関する相似変換 (similarity transformation) と呼ばれる。線型代数群の文脈では、行列の相似性は（群の元としての）共軛性として言及されることも多い。

## 性質
行列の相似性は正方行列全体の成す空間における同値関係である。
相似な行列の間ではさまざまな性質が保たれ、たとえば以下のようなものが挙げられる。 
- 階数 (rank)
- 行列式
- トレース
- 固有値（ただし、固有ベクトルは一般には異なる）
- 特性多項式
- 最小多項式
- 単因子

これらの性質が保たれるという事実に、ふたつの理由を挙げることができる。
- 互いに相似な行列は、同じ線型写像を異なる基底で記述したものと考えられる。
- 写像 X ↦ P−1XP は（行列全体の成す圏の単一対象部分圏としての）n-次正方行列全体のなす結合多元環の自己同型を与える。

これにより、与えられた行列 A に対して、A に相似な行列の中で「標準形」(normal form) と呼ばれる簡単な形の行列 B を求めることに意味が生じる。A について調べる代わりに、より単純な行列 B を調べることに帰着できるからである。たとえば、A が対角化可能であるとは、A がある対角行列に相似であることをいう。必ずしも全ての行列が対角化可能ではないが、少なくとも複素数体（あるいはほかの任意の代数閉体）上では任意の行列がジョルダン標準形と呼ばれる行列に相似である。別の標準形として、有理標準形（フロベニウス標準形）は任意の体上で意味を持つ。与えられた行列 A と B のジョルダン標準形あるいはフロベニウス標準形を見れば、A と B とが互いに相似であるか否かを直ちに判定できる。スミス標準形は与えられたいくつかの行列が互いに相似か否かの判定に利用できるが、ジョルダン標準形やフロベニウス標準形の場合とは異なり、ある行列とそのスミス標準形とは必ずしも相似ではない。

## 注意
行列の相似性は係数体の取り方（とくに変換行列 P の成分が属するべき体の選び方）には依らない。すなわち、K の任意の拡大体を L とするとき、A と B が K 上の行列として相似であるのは L 上の行列として相似であるときであり、かつそのときに限る。これはきわめて有用な事実であり、与えられたふたつの行列が互いに相似であるか否かの判定には、それらの係数体 K をその任意拡大体（たとえば代数閉体）に置き換えても結果は同じなので、その大きな体上でジョルダン標準形を計算することにより、元の体 K 上の行列としての相似性を判定できる。たとえばこの方法で、任意の行列はその転置行列と相似であることが示せる。 
上述した相似性の定義において、変換行列 P として置換行列がとれるならば、A と B は置換相似 (permutation-similar) であるといい、また P としてユニタリ行列がとれるならば A と B はユニタリ同値 (unitarily equivalent) であるという。スペクトル論によれば、任意の正規行列はある対角行列にユニタリ同値である。シュペヒトの定理 は、ふたつの行列が互いにユニタリ同値であるための必要十分条件はそれらが特定のトレース等式を満足することである、というものである。

## 各分野との関連
群論では、ここでいう相似性は共軛性と呼ばれる。圏論的な話をすると、各Pn が正則な n-次正方行列である任意の族が与えられたときに、任意の m-行 n-列矩形行列 A を Pm−1APn へ写すものとして相似変換を定義できる。このような行列の族は行列の圏（自然数の全体を対象の類とし、m-行 n-列行列を n から m への射、射の合成が行列の積であたえられる圏）の自己同型となるような函手を定める。